# Jan Aler
Jan Matthieu Marie Aler (Amsterdam, 13 juli 1910 - aldaar, 30 juni 1992) was een Nederlandse hoogleraar in de esthetica en cultuurfilosofie aan de Universiteit van Amsterdam en lid van de Koninklijke Nederlandse Akademie van Wetenschappen.

## Loopbaan
Aler volgde de hogereburgerschool en werkte (in de lijn van zijn ouderlijk bedrijf in meubelstoffen en woninginrichting) enige tijd in Parijs, waarna hij het staatsexamen gymnasium alfa aflegde en aan de Universiteit van Amsterdam  begon met de studie Duitse taal- en letterkunde bij onder meer Th.C. van Stockum.  Hij legde hierin in 1934 het kandidaatsexamen af en ging vervolgens wijsbegeerte studeren bij H.J. Pos, zijn grote leermeester.  Aler studeerde in 1938 cum laude af in de germanistiek en verbleef - op voorspraak van Pos - zowel tijdens als na zijn studie enige semesters met een beurs van de Humboldt-Stiftung te Freiburg im Breisgau, waar Martin Heidegger een groot stempel op zijn verdere filosofische ontwikkeling zette. 
Aler was van 1939-1956 leraar Duits bij het VHMO in Amsterdam. Daarnaast verzorgde hij tot 1950 filosofie-onderwijs aan de Academie voor Lichamelijke Opvoeding. Hij promoveerde in 1947 cum laude op het - in ontwerp nog door Heidegger aanvaarde, maar uiteindelijk in Amsterdam verdedigde - proefschrift Im Spiegel der Form. Hij bezette vanaf 1956, aan de Universiteit van Amsterdam, de leerstoel esthetica en cultuurfilosofie en verkreeg hier internationale bekendheid als een van de organisatorische en publicistische voortrekkers van de filosofie van kunst en cultuur. Aler was sinds 1965 lid van de KNAW.